# Henrique Cymerman
Henrique Cymerman Benarroch (en hebreo: הנריקה צימרמן‎; Oporto, 23 de marzo de 1959) es un periodista español e israelí de origen portugués  que trabaja como corresponsal en Oriente Medio para Sociedade Independente de Comunicação (SIC), La Vanguardia y Mediaset España, entre otros. Publica sus trabajos en cinco idiomas: inglés, español, portugués, francés y hebreo.

## Biografía
Nacido en Portugal y de religión judía, Henrique Cymerman decidió emigrar por su cuenta a Israel a los 16 años. Se licenció en la Universidad de Tel Aviv en Ciencias Sociales y obtuvo un Máster en la rama de Ciencias Políticas y Sociología. Años más tarde ejerció de profesor en ese mismo centro y perfeccionó sus conocimientos del hebreo y árabe hasta que fue contratado en 1982 por el diario israelí Maariv para ejercer de corresponsal en la península ibérica.
Desde 1991 trabaja para el diario La Vanguardia como corresponsal en Oriente Medio, trabajo que compaginó desde 1992 como corresponsal para Antena 3 en la misma zona. Es en el año 2014 cuando Cymerman ficha por Mediaset España abandonando Antena 3 tras más de 20 años en esa cadena. Cymerman también ejerció de corresponsal para la cadena portuguesa SIC y ha hecho varias apariciones en la BBC y las televisiones de Israel y los Territorios Palestinos. Fue el autor de la última entrevista realizada a Isaac Rabin, 24 horas antes de que el primer ministro fuese asesinado.
Henrique Cymerman ha cubierto la actualidad en Oriente Medio durante más de 25 años. Con el tiempo, ha desarrollado varias relaciones de confianza con los jefes de los principales procesos políticos en Israel, Oriente Medio y el mundo árabe, lo que le permite actuar como puente entre naciones enfrentadas a causa del conflicto árabe-israelí y la ocupación de la Palestina de 1967.
Durante la década de 2010, se convirtió en el primer periodista israelí en la historia en hacer una transmisión de TV desde Dubái, Abu Dhabi, Catar y Arabia Saudita.
Cymerman también es profesor de Estudios de Oriente Medio en la Facultad de Gobierno, Estrategia y Diplomacia del Centro Interdisciplinario (IDC) de Herzliya, Israel.
Entre 2005 y 2009, publica en seis idiomas (español, portugués, hebreo, árabe, edición brasileña e inglés) el libro Voces desde el centro del mundo: el conflicto entre árabes e israelíes contado por sus propios protagonistas (Temas de Hoy, 2005) que incluye entrevistas con personajes clave de la región, tales como Yasir Arafat; Shimon Peres; el líder de Hamás, Ahmed Yasín; Omar bin Laden, hijo de Osama bin Laden; Mahmud Abás; y la última entrevista de Isaac Rabin.
Henrique Cymerman dirigió la serie documental televisiva Jihad ahora, en la que explora las raíces del islam radical, al-Qaeda y Estado Islámico. La serie se estrenó en 2016.

### Henrique Cymerman y el papa Francisco
En junio de 2013, Henrique Cymerman tuvo un encuentro con el papa Francisco en el que le propuso un viaje oficial a Tierra Santa.
El viaje del papa Francisco a Tierra Santa tuvo lugar del 24 al 26 de mayo de 2014. Henrique Cymerman, quien se convirtió en admirador de las dotes de liderazgo del papa Francisco, fue quien le sugirió también el encuentro entre Mahmud Abás y Simon Peres, que el papa Francisco propuso como «encuentro de oración» a realizarse en «su casa», en el Vaticano, y que ambos líderes aceptaron. Este ofrecimiento fue calificado de inmediato por Le Figaro como un gesto histórico y sin precedentes a favor de la paz entre palestinos e israelíes. En concepto de Cymerman, se trata de uno de los momentos más difíciles en Medio Oriente desde la segunda intifada: el proceso de paz promovido por Estados Unidos se encuentra completamente estancado, sobre todo porque nunca reunieron a las dos partes en conflicto y por su insistencia en buscar una solución bilateral, en vez de buscar una solución regional que persiguiera una alianza entre Israel y los países árabes suníes.
Henrique Cymerman escribió en coautoría con Jorge Reis-Sá el libro Francisco: De Roma a Jerusalém (Guerra e Paz, Portugal, 2014), libro que narra el viaje del papa Francisco a Tierra Santa.

### Trabajo voluntario
Henrique Cymerman es miembro de la ONG Aldeas Infantiles SOS, para la que recauda fondos organizando encuentros y conferencias. También fue miembro del comité de la asociación contra la violencia de género No2 Violence Against Women.
Ha participado varias conferencias como invitado para Taglit, las Fuerzas de Defensa de Israel y Aman, así como para los cuerpos de inteligencia y la unidad de portavoces del ejército israelí, para programas de preparación para el ejército, y para el ministerio de Relaciones Exteriores de Israel. Asimismo, ha sido invitado por varias organizaciones judías internacionales para dar ponencias durante sus visitas a las comunidades judías de todo el mundo.
En 2020 desveló que había fundado en secreto la Cámara de Comercio e Industria Israel-Países del Golfo, una organización privada por el entendimiento entre Israel y los estados árabes del Golfo Pérsico. El periodista lo hizo público después de confirmarse el establecimiento de relaciones entre Israel y los Emiratos Árabes Unidos.

## Distinciones
- Recibió la máxima condecoración de Portugal, la de "Comendador de la Orden del Infante Don Henrique”
- El papa Francisco llamó a Henrique Cymerman “ángel de la paz” y le obsequió un bajo relieve del siglo pasado que muestra el ángel de la paz derrotando al demonio de la guerra, por su ayuda en hacer posible el encuentre entre Abás y Peres en el Vaticano.
  - Henrique Cymerman fue candidato al Premio Nobel de la Paz en 2015 por hacer posible la oración por la paz en el Vaticano.
- En 2012, el rey Juan Carlos I de España le concedió a Henrique Cymerman la Orden de Mérito Civil.
- La Liga Antidifamación le entregó el Premio Daniel Pearl en 2012.
- En 2009 recibió el premio Godó de Periodismo.
- Desde el 2008 tiene una mesa en su honor en el comedor de la Academia General del Aire.
- Ganador del Premio New York Festivals en 1997 en la categoría de Programas Informativos Televisivos | Mejor Documental por su reportaje para Antena 3 Un suicida en la habitación de los niños.